# Сата, Майкл
Майкл Чилуфья Сата (англ. Michael Chilufya Sata, 6 июля 1937 — 28 октября 2014) — президент Замбии в 2011—2014 годах.

## Биография
Работал в полиции, на железной дороге, в профсоюзах. В течение нескольких лет был уборщиком платформы на станции Виктория в Лондоне. В 1963 г. вернулся на родину и занялся политической деятельностью. Являлся активистом Объединённой национальной партии независимости и в 1985 г. стал губернатором Лусаки, на этом посту заработал репутацию человека действия, борца с коррупцией и кумовством. Кроме того, он был избран депутатом Национального собрания. Вследствие специфики его голоса получил прозвище «Король Кобра».
В конце многолетнего правления президента Каунды выступил соучредителем оппозиционного Движения за многопартийную демократию (ДМД), после выборов 1991 г. до 1995 г. занимал посты министра по делам местного самоуправления, труда и здравоохранения. В 1995 г. он был назначен министром без портфеля и организационным секретарём ДМД. В 2001 г. вышел из рядов партии после того как президент Чилуба выбрал своим преемником не его, а Леви Мванавасу. В том же году организовал оппозиционную партию «Патриотический фронт». Однако на президентских выборах набрал лишь 3,4 % голосов, а на парламентских — партия получила всего одно место в Национальном Собрании.
Одной из главных тем, которые эксплуатировал Сата в своих предвыборных кампаниях, были антикитайские настроения, обострившиеся после открытия Китаем крупных промышленных предприятий в Замбии.
Участвовал в президентских выборах 2006 года против Леви Мванавасы и 2008 года против Рупии Банды, уступил обоим. В 2011 году победил на очередных выборах Банду, набрав большинство голосов. Сата набрал 43% голосов, в то время как его главный соперник действующий глава государства Рупия Банда — 36 %. Таким образом Замбия в очередной раз доказала, что является одной из немногих стран Африки, где оппозиция приходит к власти демократическим путём, а не в результате государственного переворота или гражданской войны. При этом сами выборы прошли без заметных проблем, несмотря на локальные беспорядки, устроенные сторонниками Саты, по мнению которых подсчёт голосов затягивался.
Во главе государства смещал с должностей неугодных судей и проводил политику запугивания политических противников. Также поддерживал хорошие отношения с президентом соседней Зимбабве Робертом Мугабе. Многие ключевые посты в правительстве были заняты президентскими родственниками.
Вместе с тем, в отношении китайских и других иностранных компаний правительство стало проводить более строгую политику, требуя улучшения условий труда и большее вовлечение местного населения в деятельность (например, наём рабочих, больше субподрядов замбийским компаниям).В экономике проводил политику диверсификации, развивая сельскохозяйственный экспорт.
Начиная с 2013 года здоровье президента резко ухудшилось, он часто отсутствовал в стране, находясь на лечении за границей, мог подолгу не появляться на публике. Публично, однако, всегда отрицал проблемы со здоровьем. Скончался в Великобритании, где находился на лечении.